# Saint-Quantin-de-Rançanne
Saint-Quantin-de-Rançanne là một xã trong tỉnh Charente-Maritime trong vùng Nouvelle-Aquitaine, tây nam nước Pháp. Xã Saint-Quantin-de-Rançanne nằm ở khu vực có độ cao trung bình 40 mét trên mực nước biển.